# Zsigmond Győző
Zsigmond Győző (Torda, 1959. április 20. –) magyar néprajztudós, etnomikológus, egyetemi tanár.

## Kutatási területe
Néprajz, névtan, nyelvművelés (néphit, történeti szájhagyomány, népi játék, etnoasztronómia, etnomikológia, hely- és ragadványnevek).

## Tanulmányai
Tordán érettségizett a Mihai Viteazul Líceumban (1978). Felsőfokú tanulmányokat a Babeș–Bolyai Tudományegyetemen magyar-francia szakon folytatott (1978–1982). 1994–1997 közt doktorandusz-hallgató volt, doktori disszertációjának témája: Égitestekhez fűződő népi hiedelmek, ismeretek, hagyomány. Néprajzi és névtani kutatásainak elmélyítése végett 1966-ban francia állami ösztöndíjjal Franciaországba (Aix-en-Provence, Párizs) utazott tanulmányútra.
Névtani-néprajzi témájú doktori disszertációját Péntek János szakirányításával írta meg és 1997. június 18-án védte meg a Babeș–Bolyai Tudományegyetemen. 2004 szeptemberétől a Magyar Tudományos Akadémia Bolyai-ösztöndíjasa, kutatási területe: Etnomikológia a Kárpát-medencében

## Ifjúkora és pályakezdő éveinek közéleti munkája
1976–78: Tordán két évig elnöke volt a Balázs Ferenc önképzőkörnek, tagja a Jósika Miklós Művelődési Körnek, két évig szerkesztette közép-iskolája lapjának (Fire de Tort) magyar részét.
1982-től máig: Iskolák közti nyelvi meg irodalmi vetélkedőket szervezett, vezetett le. Kezdeményezte, irányította a Kovászna megyei anyanyelvi vetélkedőt meg az országos (és részben országközi) Kőrösi Csoma Sándor Anyanyelvi Vetélkedőt.
1986–92: A háromszéki magyar irodalmi táborok (téli és nyári) majd mindegyikének kezdetektől tevékeny résztvevője volt. Irodalmi kirándulást, Mikes Kelemen emléktúrát szervezett diákoknak Rodostóba, Isztambulba (Ez utóbbiról 1991-ben Zánkán, az ottani nemzetközi filmfesztiválon I. díjat nyert kisfilm készült, melynek forgatókönyvét ő írta).
1989. decemberében részt vett a forradalminak remélt országos mozgalomban Sepsiszentgyörgyön, tagja lett a változások utáni első két megyei vezetőségnek. Egy ízben az RMDSZ megyei művelődésügyi felelősének tisztét töltötte be (1993–94).
1993 októbere óta Bukarestben az ottani rádió magyar adásában beindította a Vigyázó című nyelvápoló rovatot (A címet egykori gyermeklapszerkesztőként használta először, a Tik-takban, hasonló célzattal).
1997-98: A sepsiszentgyörgyi STV nyelvművelő műsorának (Felkiáltójel) volt játék-vezetője, összeállítója.

## Szakmai életútja
1982-83-ban a székelykeresztúri gyermekotthonban tanított román-, magyar- és francia nyelvet. 1983-84-ben Bikafalvi Általános Iskolában francia- és magyar nyelvet és irodalmat tanított, ugyanezen tárgyakat 1984-85-ben Felsőboldogfalvi Általános Iskolában tanította. 1985-86-ban a Dálnoki Általános Iskolában a magyar nyelv és irodalom tanára, majd 1986-88 közt a sepsiszentgyörgyi 1. sz. Általános Iskola magyar-francia szakos tanára, majd az Olt Textilipari Líceum magyar tanára. 1989-92 közt a Tanulók Klubját vezette Sepsiszentgyörgyön, a Klub érdeklődésének középpontjában a magyar nyelv és a honismeret állt.
1992 óta egyetemi adjunktusként, 1999-től docensként, 2003-tól tanszékvezetői beosztásban és 2004 óta tanszékvezető egyetemi tanárként a Bukaresti Tudományegyetem hungarológiai tanszékén magyar folklórt, névtant és nyelvművelést ad elő.
A nyelv- és néprajztudomány tárgykörébe tartozó különféle fórumokon, konferenciákon tartott előadásokat Romániában és külföldön egyaránt (Németország, Franciaország, Finnország, Magyarország, Ukrajna). Hatszor szervezett is nemzetközi néprajzi konferenciát Bukarestben (1998, 2000, 2002, 2003, 2004) és Sepsiszentgyörgyön (2007).
2002 májusában vendégtanárként féléves kurzust vezetett (Természet és népi kultúra címmel) a Szegedi Tudományegyetemen (JATE BTK) az ottani Néprajzi Tanszék meghívásának téve eleget.
A taplógomba-feldolgozás mestersége és művészete címmel Romániában és külföldön is kiállításokat, előadásokat szervezett. 1998-ban Kolozsvárt, 1999-ben Sepsiszentgyörgyön, 2000-ben Kecskeméten, 2002-ben Szegeden, illetve Budapesten néprajzi kiállítást rendezett (Kakas Zoltánnal) Télen fűt, nyáron hűt címmel.
2002-ben bemutatták az azonos című általa rendezett (kép: Petrovits Győző) néprajzi filmet a Dialektus elnevezésű (a pesti Uránia moziban megrendezett) filmfesztiválon. A szívgomba című általa rendezett néprajzi kisfilmet 2004. május 13-án mutatták be Lakiteleken, az ottani V. filmszemlén.

## Szerkesztései (válogatás)
Szerkesztője, szerkesztőbizottsági tagja a következő folyóiratoknak:
Acta... (1998-2006), Erdélyi Nimród (2000-), Collecta Clusiana (2001-), Moeszia (2002-, főszerkesztő Pál-Fám Ferenccel).
Szerkesztője és társszerzője a következő könyveknek:
- Szokás és erkölcs. Obiceiuri şi moravuri című kétnyelvű könyvnek (Kiadta Bukarestben a Magyar Köztársaság Kulturális Központja 1999-ben)
- Harasztos. Medium Kiadó, Sepsiszentgyörgy, 2000
- Népi mesterség, népművészet. Meşteşug şi artă populară. Kiadta a Magyar Köztársaság Bukaresti Kulturális Központja, Bukarest, 2002
- Napjaink folklórja. Folclorul azi. Kiadta a Magyar Köztársaság Bukaresti Kulturális Központja, Bukarest, 2003
- Szent György és napja a magyar néphagyományban. Medium Kiadó, Sepsiszentgyörgy, 2004
- Növények a folklórban. Plante în folclor. Kiadta a Magyar Köztársaság Bukaresti Kulturális Központja, Bukarest, 2005

Szerkesztője az alábbi irodalmi és honismereti köteteknek:
- Mihai Eminescu: Versek. Kiadta a Magyar Köztársaság Bukaresti Kulturális Központja, Bukarest, 2005
- Kicsi Sándor: Szülőfalum Dálnok. Kiadta Dálnok Önkormányzata, Dálnok, 2005
- Kicsi Sándor: Dálnoki történetek. Kiadta Dálnok Önkormányzata, Dálnok, 2006
- Dálnoki Veres(s) antológia. Sepsiszentgyörgy : Medium, 2009. 190 p. ill. (családtörténet, Dálnoki Veres család)

## Tudományos közleményei (válogatás)
- Néprajzi tanulmányok. Editura Universităţii din Bucureşti, Bukarest, 1997
- Szentmihály és Aranyospolyán helynevei. In: Acta. Sepsiszentgyörgy 1997: 205-216.
- Három kismacska – kettő közülük kommunista. Erdélyi politikai viccek. 1977–1997. Pont Kiadó, Budapest, 1997. 163 p. (II. kiadás, Budapest, 2006)
- Hungarian popular cosmogony. Philologia Fenno-Ugrica, Freiburg, 1998/4, 29-35.
- Névtani és nyelvművelő írások. Editura Universităţii din Bucureşti, Bukarest, 1998
- Les champignons dans la médecine populaire hongroise. Bull. Soc. Mycol. Fr. 115 (1), Paris, 1999: 79-90.
- Égitest és néphagyomány. Égitestmagyarázás a romániai magyaroknál; Pallas-Akadémia, Csíkszereda, 1999
- Az emlékező Harasztos. Szájhagyomány és történelem. In: Harasztos, Medium, Sepsiszentgyörgy, 2000: 46-76.
- Két kártyajáték és játszásuk ünnepi alkalmai. Székelyföld, Csíkszereda, IV.3., 2000: 107-114.
- Orbán Balázs idejében és ma. A legnagyobb székely szűkebb szülőföldje történeti néphagyományának összehasonlító vizsgálata; Erdélyi Gondolat, Székelyudvarhely, 2001
- Special Transylvanian Toys and Games. In: Play and Toys Today. In: Play and Toys Today. 22nd World Play Conference 06.06.-08.06. 2001 University of Erfurt, Germany, Erfurt
- Galócák (Amanitacae) a magyar néphagyományban. Mikológiai Közlemények. Clusiana Vol. 40. No.1-2. 2001: 123-144.
- Humour dangereux. Au sujet d’un recueil de plaisanteries politiques. Parcours anthropologiques. CRÉA. Lyon, 2001/8: 60-64.
- A székelyföldi magyar sajtó nyelve a politikai változások tükrében. In: ACTA – 2001. Szerk. Szabó András, T3 Kiadó, Sepsiszentgyörgy, 2002: 399-408.
- Hungarian Political Jokes from Romania and Hungary on the Tragic Events of September 11 and their Consequences. Semiotische Berichte, Wien 1-4/2003: 317-334.
- Popular cosmogony and beliefs about celestial bodies in the culture of the Hungarians from Romania. Acta Ethnographica Hungarica, 48 (3-4), pp. 421–439 (2003)
- Nyelvi rejtvény, játék, verseny. 10-14 évesek számára; Pallas-Akadémia, Csíkszereda, 2003
- Csillagok, csillagképek magyar népi nevei. Csillagokhoz fűződő néphagyomány  Archiválva 2014. december 14-i dátummal a Wayback Machine-ben. ELTE Magyar Nyelvtudományi Intézet, Magyar Névtani Dolgozatok 198, Budapest, 2005
- A szívgomba a magyar népi gyógyításban. In: Növények a folklórban /Plante în folclor. (könyv és CD) Kiadta a Magyar Köztársaság Bukaresti Kulturális Központja, Bukarest, 2005: 219-237.
- A mezőségi kiabálás a hegybe. In: Ünneplő. Folcloristica 9. Szerk. Bárth Dániel. Budapest, 2005: 109-114.
- A bükkfatapló és a nyírfa kérgestapló a magyar néphagyományban. Tinder polypore and birch polypore in Hungarian popular tradition. Moeszia. Erdélyi Gombász III. évf. 3.: 36-61.
- Adalékok Háromszék etnomikológiájához. Háromszéki érdekesség: a harapégésgomba. In: Háromszékiek Háromszékről. Szerk. Cziprián – Kovács Loránd és Kozma Csaba. Státus Kiadó, Sepsiszentgyörgy – Csíkszereda, 2007: 273-282.
- Gomba és hagyomány : etnomikológiai tanulmányok. Sepsiszentgyörgy – Budapest : LKG Pont, 2009. 174 p. ill.
- Nyelvi rejtvény, játék, verseny; 2. bőv. kiad.; Pallas-Akadémia, Csíkszereda, 2011
- Népi gombászat a Székelyföldön; Pallas-Akadémia, Csíkszereda, 2011
- Trois petits chats – dont deux communistes. Blagues politiques en Transylvanie, 1977–1997; ford. franciára Éva Agnel; Pont–Romániai Hungarológiai Társaság, Bp.–Sepsiszentgyörgy, 2014
- Találmány: Szómalom nevű nyelvi-logikai játék (szabadalmazása beindult az OTH-nál Budapesten 1990. május 1-jén, anyagi okok miatt abbamaradt).

## Társasági tagság (válogatás)
- Anyanyelvápolók Erdélyi Szövetsége (alapító tag 1991-; elnök 1991-93 1995-97)
- Kriza János Néprajzi Társaság
- Magyar Néprajzi Társaság (1998)
- Kiss Áron Magyar Játék Társaság
- Magyar Nyelv és Kultúra Nemzetközi Társaság
- Erdélyi Múzeum-Egyesület (EME)
- Kiss Áron Magyar Játék Társaság
- Nemzetközi Folklór Társaságnak (SIEF)
- László Kálmán Gombászegyesületnek (alapító tagja és elnöke 1999 óta)
- Romániai Hungarológiai Társaságnak (alapító tag, 2005-)

## Díjak, elismerések
- Csűry Bálint-díj (1997)
- Bányai János-díj (2009)
- A Magyar Érdemrend lovagkeresztje (2021)